# Little Forest
Little Forest (리틀 포레스트?, Riteul poreseuteuLR) è un film del 2018 scritto da Hwang Seong-ru e diretto da Yim Soon-rye, basato sull'omonimo manga del 2002 di Daisuke Igarashi.

## Trama
La giovane Song Hye-won si trova in un momento di disperazione dopo aver fallito tutti gli obiettivi che si era prefissata, compresi quelli lavorativi. Decide così di tornare nel suo paese natale, Uiseong, dove ritrova la zia e due dei suoi più cari amici, Lee Jae-ha e Joo Eun-sook; questi ultimi le fanno lentamente capire che in realtà per essere felici è necessario riavvicinarsi a se stessi, e che avere lasciato Seul sia stata in definitiva un'ottima decisione. Le parole della madre e degli amici si rivelano vere, e infatti gradualmente Hye-won ritorna a essere realmente felice.

## Distribuzione
Il film è uscito nelle sale cinematografiche sudcoreane il 28 febbraio 2018 a cura della Megabox, mentre in quelle italiane è stato distribuito dalla Tucker Film il 23 luglio 2020. È stato poi trasmesso in prima visione su TV2000 il 10 febbraio 2022.
Il doppiaggio italiano del film è stato effettuato presso la O.D.S. e diretto da Patrizia Giangrand su dialoghi di Lucia Valenti.

## Critica
Secondo Pierce Conran Little Forest è una dichiarazione d'amore verso il "vivere con lentezza" e una "dimostrazione affascinante, seppur idealizzata, di uno stile di vita autosostenibile" che sorvola sulle difficoltà della vita di campagna. Il film è costruito con cura e i suoi quattro atti sono ben delineati dalle quattro stagioni dell'anno. Kim Tae-ri convince grazie a fascino e grinta, mentre Moon So-ri spicca per la sua considerevole aura pur apparendo soltanto nei flashback. Per Yoon Min-sik del Korea Herald il desiderio di riposo dalla vita stressante della città trova espressione in Little Forest, che ruota attorno alla cucina, l'agricoltura e i battibecchi tra la protagonista e la zia. Il terzetto attorno a Kim, Ryu e Jin è adorabile, le scene in cui Kim prepara il cibo e cucina fanno venire l'acquolina in bocca allo spettatore e il modo in cui Yim rappresenta l'intesa tra Hye-won e sua madre è notevole. Secondo Paige Lim del Taipei Times, Little Forest è un film dei buoni sentimenti, che dà allo spettatore l'indicazione di concentrarsi sul percorso piuttosto che sulla meta. L'attraente processo creativo in cucina è un attacco ai sensi, ma anche "stranamente terapeutico".